# 李慶芳

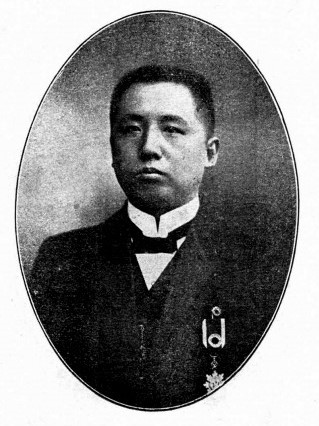
《民国之精华》中的李慶芳照片

李慶芳（?—1940年3月10日）字楓圃，山西襄垣夏店人。中华民国政治人物。

## 生平
李慶芳自幼喜欢读书。1902年，和閻錫山等人获官費赴日本留学，入東京庆应大学法學系。 1909年归國，参加清政府考試，获賞舉人。
中华民国成立后，1913年李慶芳在上黨區当选国会眾議員，赴北京任职。此後，他任國會參議院秘書廳廳長，任职期间主辦《民憲日報》、《憲法新聞》，受到總統府秘書梁士诒器重。後来，山西督軍閻錫山任命李慶芳兼任山西駐北京代表。1928年，任閻錫山的總司令部司法處處長兼交通处处長。
1937年七七事變爆发後，日軍進攻山西，李慶芳回到家乡。日軍圍攻上黨后，李慶芳逃到山村。1939年2月5日凌晨，500多名日军将襄垣陽澤河村包围，企圖殲滅駐扎此地的八路軍，正当日军准备杀害抓获的30多名八路軍戰士時，李慶芳出面借同日軍司令官曾为同學的關係，救下了这些戰士。後來，李慶芳被日军软禁40多天，逼迫他为日军服务，但遭到李慶芳拒绝。
1940年3月10日，李慶芳病逝。
李慶芳病逝后，1940年4月27日，中共中央機關報《新華日報》刊登了李慶芳被日軍软禁四十天拒不屈服的事跡，对李慶芳的民族氣節大加赞扬。 